# Jaan Einasto

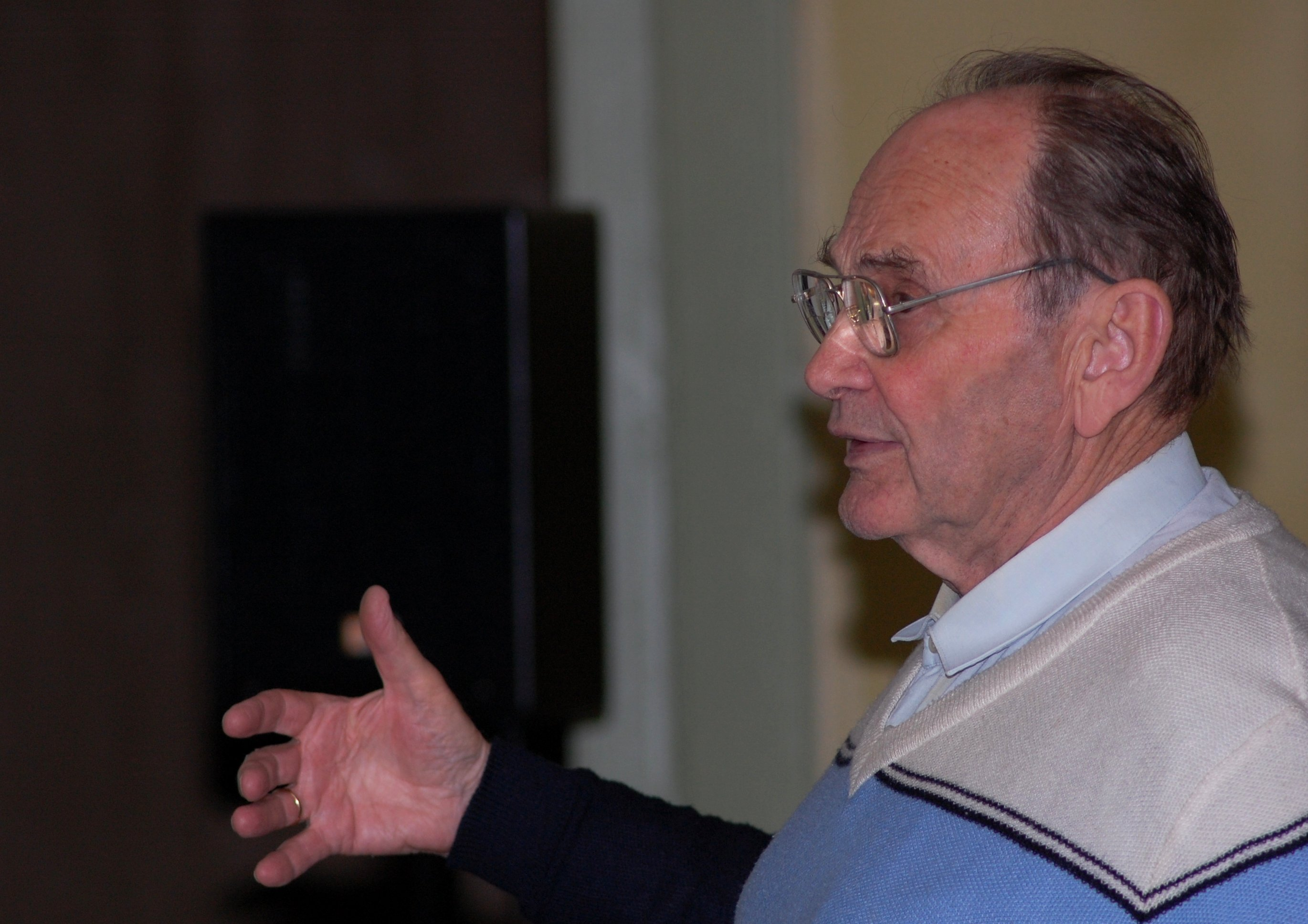
Jaan Einasto (2012)

Jaan Einasto (* 23. Februar 1929 in Tartu) ist ein estnischer Astrophysiker.
Einasto wurde 1955 in Tartu promoviert (Kandidatengrad) und 1972 habilitiert (Doktorgrad im russischen System). Er war von 1952 bis 1998 am astronomischen Observatorium in Tartu (ab 1977 als Leiter der Abteilung Kosmologie) und war ab 1992 Professor für Kosmologie an der Universität Tartu.
Die Forschungsgruppe um Einasto veröffentlichte den Katalog von Superclusters of galaxies in the 2dF redshift survey.
1963 führte er das Einasto-Profil {\displaystyle \rho (r)\propto \exp {(-Ar^{\alpha })}} für die Dichteverteilung z. B. von Stern- und Galaxienpopulationen ein.
Er fand Anfang der 1970er Jahre aus der Modellierung von Galaxien und deren Rotation deutliche Hinweise auf einen Halo dunkler Materie um die Galaxie, wie unabhängig um dieselbe Zeit Kenneth C. Freeman.
2009 erhielt er den Marcel Grossmann Award für Pionierleistungen zur Entdeckung Dunkler Materie und großer Strukturen im Kosmos (cosmic web) und Förderung der Forschung zur Geschichte des Observatoriums in Tartu. Für 2014 wurde ihm der Gruber-Preis für Kosmologie zugesprochen.
Der Asteroid (11577) Einasto wurde nach ihm benannt. Er ist Mitglied der Academia Europaea (1990) und der Royal Astronomical Society. Er war lange Leiter der Sektion Physik und Astronomie der Estnischen Akademie der Wissenschaften.

## Werke
- A List of hypergalaxies. Tartu : Academy of Sciences of the Estonian SSR, Institute of Astrophysics and Atmospheric Physics, Struve Astrophysical Observatory, 1977.